# FMうるま
株式会社FMうるま（エフエムうるま）は、沖縄県うるま市に所在するコミュニティ放送局である。愛称は「ゆいまーるラジオ FMうるま」。2009年開局。放送区域は一部を除き、うるま市と金武町・沖縄市・恩納村の各一部で、世帯カバー率はうるま市92.9%、金武町41.6%である。
2010年秋には、キッザニアとJTBの企画で、小学生が沖縄旅行とラジオパーソナリティーの体験ができるツアーの協力を行った。
日曜深夜も含め24時間放送で、自社制作番組で構成。その他は、洋楽、邦楽、沖縄民謡の音楽をノンストップで放送している。
2010年12月15日、SimulRadioに参加。インターネットでの聴取が可能となる。

## 主な番組
- 868セレクション（毎日 6:00 - 8:00）
- 訃報のお知らせ（毎日 9:50 - 10:00、11:50 -  12:00）
- ブランチミュージック（月 - 金 10:00 - 10:50）
- J-POP（月 - 金 13:00 - 14:00）
- フォークTIME（月 - 金 21:00 - 22:00）
- 洋楽ナイト（毎日 22:00 - 0:00）
- FMうるま情報局（月 - 金 12:00 - 13:00）
  - ラジオうるま市役所だより（月 - 木）、うるま市役所からのお知らせ（金）
  - FMラジオ気象台（月）
  - うるま市消防本部、うるま市自衛隊（火）
  - うるま警察署（水）
  - 石川警察署（金）
- うるまミュージックワイド（月 - 金 16:00 - 17:00）
- 良紀の懐メロ特集（月 14:00 - 15:00）
- はいさいe-ミミ（月 18:00 - 19:00）
- 伊波大志の闘牛列伝（月 19:00 - 20:00）
- OKINAWA FUTURE INNOVATION（火 18:00 - 19:00）
- くだかまりのチロンチロンぴー（火 19:00 - 20:00）
- うるま応援団（火 20:00 - 21:00）
- タイラーのなるほどニュース!（水 19:00 - 20:00）
- スズキダイゴのヨニトウレディオ（水 20:00 - 21:00）
- Tanya’s English Cafe Radio うるまかじゃ〜（木 18:00 - 19:00）
- さんさんずのあびぶさかってぃー（金 18:00 - 19:00）
- オープンなインスタ!（金 19:00 - 19:30）
- 奥間英樹の歌でぐす〜じさびら!（金 20:00 - 20:30）
- 神真良吾の｢幸せの言霊｣ （金 20:30 - 21:00）
- ルーツオキナワ（土 12:00 - 17:00）

## 過去の番組
- オンナムラ （月 20:00 - 20:30）
- 感動!アジアCafé （月 20:30 - 21:00）
- TIDA BOX RADIO （月 21:00 - 22:00）
- かようだぁあ! （火 18:00 - 19:00）
- くだかまりと伊波大志のチロンチロンピー（火 19:00 - 20:00）
- オーシャン応援団 （火 20:00 - 21:00）
- Debbie Gaga's Stylish Talk （火 21:00 - 22:00）
- えっちゃんハウス （水 10:00 - 10:30）
- Etsuko365（水 11:00 - 11:30）
- 古謝わかなのウーマン×ウーマン（水 14:00 - 15:00）
- 石川高校放送部（水 17:00 - 17:30）
- FMうぬまくらぶ（水 19:00 - 20:00）
- ふぇいすぶっくラジオ （水 19:00 - 20:00）
- Real Eigo（水 20:30-21:00）
- ないちゃーショーコのよもやまユンタク （木 14:00 - 15:00）
- ミュージックブレイク石川学院 （木 15:00 - 16:00）
- 第2・4週 夢見るチカラ （木 17:00 - 18:00）
- りみのゆるりりROOM （木 18:00 - 19:00）
- 奥間英樹の夜をどぅみんがせ!（木 20:00 - 21:00）
- 家族のチカラ（金 14:00 - 15:00）
- Monkey School（金 17:00 - 17:30）
- 断捨離ぶんぶんRadio（金 17:30 - 18:00）
- HIKARIの島唄WORLD （金 17:30 - 18:00）
- さんさんずのあびぶさかってぃー （金 18:00 - 19:00）
- 金武曜日のタコライス（金 19:00 - 20:00）
- 沖縄防衛情報局（金 21:00 - 22:00）